# 方面軍
方面軍（ほうめんぐん、英語: area army）は、軍隊の部隊編制単位の一つ。複数の軍(英: army)によって編成される。さらに複数の方面軍（最低でも4個軍）によって編成されるのが総軍(theater, general army)である。
「方面軍」は日本陸軍の編制単位である。アメリカ軍やイギリス軍には「方面軍」がなく、同時に日本陸軍には軍と師団の間に位置付けられる軍団がないため、米英陸軍の「（野戦）軍(英: field army)」に相当するものだと捉えられることがあるが、複数の軍を統括する編制と言う意味では上位の「軍集団(英: Army group)」に相当する。ただし、軍集団司令部は通常人事、兵站管理機能を持たないが、方面軍司令部は限定的な管理機能を持ち、軍司令部の人事、兵站面の負担を軽減させる役割も果たしている。また、ソビエト労農赤軍、ソビエト連邦軍の「戦線(英: front)」を「方面軍」と呼ぶことがあるが、NATOの用語によれば「軍集団」である。なお、陸上自衛隊には似た名称の「方面隊」があるが、平和憲法との兼ね合いから「軍」という表現を避けているものの編制上は下位の「軍」に相当するものであり、公式の英訳でも「Army」を用いている（例:北部方面隊(Northern Army)）

## 日本陸軍
日中戦争までは存在しなかった。日露戦争時の第1軍、第2軍、第3軍、第4軍、鴨緑江軍、遼東守備軍は満洲軍（総軍相当）隷下の部隊に過ぎず、その後に設けられた朝鮮軍、台湾軍、関東軍、支那駐屯軍は比較的規模が小さい警備部隊であり、いずれも方面軍とはいえない。
1937年（昭和12年）7月7日盧溝橋事件によって日中戦争（支那事変）が勃発したため、同年8月31日に支那駐屯軍が第1軍に改編されると共に華北西部を作戦地域とする第2軍が編成され、これらを隷下におく北支那方面軍が新設された。これが最初の方面軍である。
同年11月7日に中支那方面軍が編成されたが翌1938年（昭和13年）2月14日には中支那派遣軍に改編され、1940年（昭和15年）2月9日に南支那方面軍が編成されたが1941年（昭和16年）6月28日第23軍に改編されており、太平洋戦争（大東亜戦争）開戦時の方面軍は北支那方面軍のみであった（なお、1939年（昭和14年）9月12日には北支那方面軍、中支那派遣軍を統括する支那派遣軍が編成されており、満洲軍以来の総軍が設けられている）。その後、戦争の激化と共に方面軍は増設され、終戦時には17個が存在した。
軍隊符号はHAで、1HA（第1方面軍）、2HA（第2方面軍）などと表記しA（軍）と区別した。陸軍大将または中将が司令官として親補される。上記の通り日本陸軍には軍団がなく、師団が軍に直属していたため、外国陸軍では軍相当として認識している。

### 方面軍の一覧
| 方面軍       | 作戦地域                                   | 編成       | 廃止      | 備考               |
| ------------ | ------------------------------------------ | ---------- | --------- | ------------------ |
| 北支那方面軍 | 華北                                       | 1937年8月  | 終戦      |                    |
| 中支那方面軍 | 華中                                       | 1937年11月 | 1938年2月 | 中支那派遣軍に改編 |
| 中支那派遣軍 | 華中                                       | 1938年2月  | 1939年9月 | 支那派遣軍に改編   |
| 南支那方面軍 | 南支                                       | 1940年2月  | 1941年6月 | 第23軍に改編       |
| 緬甸方面軍   | ビルマ                                     | 1943年3月  | 終戦      |                    |
| 第1方面軍    | 満州                                       | 1942年7月  | 終戦      |                    |
| 第2方面軍    | 満州 - 豪北                                | 1942年7月  | 終戦      |                    |
| 第3方面軍    | 満州                                       | 1942年10月 | 終戦      |                    |
| 第5方面軍    | 日本本土                                   | 1944年3月  | 終戦      | 北方軍から改編     |
| 第6方面軍    | 華中                                       | 1944年8月  | 終戦      |                    |
| 第7方面軍    | シンガポール                               | 1944年3月  | 終戦      |                    |
| 第8方面軍    | ニューギニア島 ビスマルク諸島 ソロモン諸島 | 1942年11月 | 終戦      |                    |
| 第10方面軍   | 台湾                                       | 1944年9月  | 終戦      |                    |
| 第11方面軍   | 日本本土                                   | 1945年2月  | 終戦      |                    |
| 第12方面軍   | 日本本土                                   | 1945年2月  | 終戦      |                    |
| 第13方面軍   | 日本本土                                   | 1945年2月  | 終戦      |                    |
| 第14方面軍   | フィリピン                                 | 1944年7月  | 終戦      | 第14軍から改編     |
| 第15方面軍   | 日本本土                                   | 1945年2月  | 終戦      |                    |
| 第16方面軍   | 日本本土                                   | 1945年2月  | 終戦      |                    |
| 第17方面軍   | 朝鮮                                       | 1945年1月  | 終戦      |                    |
| 第18方面軍   | タイ                                       | 1945年7月  | 終戦      | 第39軍から改編     |